# Miao du Xiangxi occidental
Le miao du Xiangxi occidental (ou qo xiong, hmong rouge, autonyme dut xongb) est une langue hmong-mien parlée dans le Hunan, le Guizhou, le Guangxi et le Hubei en Chine, par environ 820 000 Hmongs.

## Locuteurs
Les locuteurs Hmongs de la langue font partie de la nationalité miao de Chine.

## Classification interne
Le miao du Xiangxi occidental est une langue hmong de la famille des langues hmong-mien. Le miao du Xiangxi est divisé en deux parlers différentes, appelées occidental et oriental.

## Écriture
La langue standard est basée depuis les années 1950 sur le parler de Layiping (腊乙坪寨), un village du canton de Jiwèi (吉卫乡) situé dans le xian de Huayuan, placé sous la juridiction de la préfecture autonome tujia et miao de Xiangxi dans le Hunan,.
La langue s'écrit avec l'alphabet latin. Plutôt que de recourir à des signes spéciaux, le miao du Xiangxi, comme d'autres langues minoritaires du Sud-Est de la Chine, utilise des digrammes et des trigrammes pour noter les sons particuliers de la langue. Les tons sont indiqués par une consonne à la fin des mots.

## Phonologie
Les tableaux présentent les phonèmes vocaliques et consonantiques du miao du Xiangxi occidental parlé à Layiping.

### Voyelles
|         | Antérieure  | Centrale | Postérieure |
| ------- | ----------- | -------- | ----------- |
| Fermée  | i [i]       |          | ɯ [ɯ] u [u] |
| Moyenne | e [e]       | ə [ə]    | ɤ [ɤ] o [o] |
| Ouverte | ɛ̃ [ɛ̃] a [a] |          | ɔ [ɔ] ɑ [ɑ] |

### Diphtongues et rimes
Les diphtongues du miao de Layiping sont nombreuses: ei [ei], iu [iu], iɑ [iɑ], io [io], ia [ia], iɔ [iɔ], iɤ [iɤ], iɯ [iɯ], iɛ̃ [iɛ̃], uɑ [uɑ], ue [ue], ua [ua], uɤ [uɤ], uɯ [uɯ], uɛ̃ [uɛ̃]. La langue n'a qu'une triphtongue, uei [uei]. Les autres rimes se terminent par les consonnes n et ŋ.

### Consonnes
|               |               | Bilabiales | Alvéolaires | Alvéolaires | Rétrofl.  | Alv.-pal.   | Dorsales  | Dorsales  | Glottales |
| ------------- | ------------- | ---------- | ----------- | ----------- | --------- | ----------- | --------- | --------- | --------- |
| Centrales     | Latérales     | Bilabiales | Vélaires    | Uvulaires   | Rétrofl.  | Alv.-pal.   |           |           | Glottales |
| Occlusives    | Sourde        | p [p]      | t [t]       |             | ʈ [ʈ]     |             | k [k]     | q [q]     |           |
| Occlusives    | Aspirées      | ph [pʰ]    | th [tʰ]     |             | ʈh [ʈʰ]   |             | kh [kʰ]   | qh [qʰ]   |           |
| Occlusives    |               | mp [m͡p]    | nt [n͡t]     |             | nʈ [n͡ʈ ]  |             | ŋk [ŋ͡k]   | nq [ɴ͡q]   |           |
| Occlusives    | Aspirées      | mph [m͡pʰ]  | nth [n͡tʰ]   |             | nʈh [n͡ʈʰ] |             | ŋkh [ŋ͡kʰ] | nqh [ɴ͡qʰ] |           |
| Occlusives    | pl [p͡ɹ]       |            |             |             |           |             |           |           |           |
| Occlusives    | Aspirées      | phl [pʰ͡ɹ]  |             |             |           |             |           |           |           |
| Occlusives    | mpl [m͡pɹ]     |            |             |             |           |             |           |           |           |
| Fricatives    | sourdes       | f [f]      | s [s]       |             | ʂ [ʂ]     | ɕ [ɕ]       |           |           | h [h]     |
| Fricatives    | Sonore        |            |             |             | ʐ [ʐ]     | ʑ [ʑ]       |           |           |           |
| Fricatives    | Dévoisées     |            |             | ɬ̥ [ɬ̥]       |           |             |           |           |           |
| Affriquées    | Sourdes       |            | ts [t͡s]     |             |           | tɕ [t͡ɕ]     |           |           |           |
| Affriquées    | Aspirées      |            | tsh [t͡sʰ]   |             |           | tɕh [t͡ɕʰ]   |           |           |           |
| Affriquées    | Prénasal.     |            | nts [n͡t͡s]   |             |           | ntɕ [n͡t͡ɕ]   |           |           |           |
| Affriquées    |               |            | ntsh [n͡t͡sʰ] |             |           | ntɕh [n͡t͡ɕʰ] |           |           |           |
| Liquides      | Liquides      |            |             | l [l]       |           |             |           |           |           |
| Nasales       | Sonores       | m [m]      | n [n]       |             | ɳ [ɳ]     |             | ŋ [ŋ]     |           |           |
| Nasales       | Dévoisées     | m̥ [m̥]      | n̥ [n̥]       |             |           |             |           |           |           |
| Semi-voyelles | Semi-voyelles | w [w]      |             |             |           |             |           |           |           |

### Tons
Le miao du Xiangxi de Layiping est une langue à tons qui possède six tons.
| Ton             | Valeur | Exemple   | Transcription | Traduction          |
| --------------- | ------ | --------- | ------------- | ------------------- |
| haut montant    | ˧˥     | u˧˥       | ub            | eau                 |
| bas descendant  | ˧˩     | mɹɯ˧˩     | mloux         | oreille             |
| haut            | ˦      | pɑ˦ni˩˧   | bad nis       | barbe               |
| bas             | ˨      | qo˧˥tɑ˨   | ghob dal      | marche, escalier    |
| haut descendant | ˥˧     | tu˥˧ɕoŋ˧˥ | dut xongb     | langue miao         |
| bas descendant  | ˩˧     | ɳɑŋ˩˧     | nhangs        | comprendre, inclure |

## Sources
- (fr) Niederer, Barbara, Les langues Hmong-Mjen (Miáo-Yáo). Phonologie historique, Lincom Studies in Asian Linguistics 07, Munich, Lincom Europa, 1998  (ISBN 3 89586 211 8)
- (zh) Xiang Rizheng, 1992, 汉苗词典 : 湘西方言 - Hàn-Miáo cídiǎn: Xiāngxī fāngyán, Chengdu, Sìchuān mínzú chūbǎnshè  (ISBN 7-5409-0300-7)